# Batalla de Halay
La Batalla de Halay o Batalla de Halai, fue una batalla entre una fuerza rebelde al mando de Bahta Hagos y el ejército italiano. El enfrentamiento ocurrió frente al fuerte italiano de Halay, en la Eritrea italiana. 
La batalla ocurrió en diciembre de 1894, y terminó con la muerte de Bahta Hagos y la victoria del ejército italiano. 

## Antecedentes
El imperio etíope estaba en continuos enfrentamientos contra el Jedivato de Egipto, vasallo del Imperio Otomano. El poder Otomano fue desplazado por los italianos, que se asentaron en la zona de la actual Eritrea. Los italianos reclamaron Eritrea y Etiopía durante el reparto de África, y les fue concedida la petición. Ellos empezaron los enfrentamientos contra el emperador Juan IV de Etiopía. Se establecieron en Massawa, y se aliaron con muchos gobernantes cercanos, como Bahta Hagos. Los italianos se aliaron con el rey de Shewa, Menelik (El futuro Menelik II) en el tratado de Wuchale. Empezó la guerra mahdista, el imperio etíope se enfocó en enfrentarse a las invasiones mahdistas. En el enfrentamiento murió Juan IV. Ascendió Menelik II al trono imperial. 
En junio de 1894, Bahta Hagos, Ras Yohannes Mengesha, Ras Alula y Mikael Wolde, viajaron a Addis Abeba a solicitar el perdón del Rey por sus relaciones con Orestes Baratieri. Menelik les concedió el perdón. Además, ofreció la corona de Tigray a Mengesha, a cambio de su lealtad y su colaboración en la expulsión de los italianos.

### Rebelión de Bahta Hagos
En diciembre de 1894, Bahta Hagos movilizó unilateralmente su ejército de 1600 hombres contra los italianos, al momento que solicitaba el apoyo de Mengesha. En Segeneiti capturó al administrador colonial italiano, y declaró la independencia de Akkele Guzay, autoproclamándose "vengador de los derechos pisoteados por los italianos". El Gobernador de Eritrea, Orestes Baratieri ordenó al Mayor Pietro Toselli dirigir su batallón contra Segeneiti el día 15 de diciembre.

## Batalla
En Halay había una fortificación italiana guarnecida por 200 hombres. Halay esta a 8 kilómetros al oeste de Segeneiti. Esta fue asediada desde el inicio de la rebelión, el día 15 de diciembre. 
El 18 de diciembre, una fuerza de tropas italianas, dirigidas por el mayor Pietro Toselli, que iban rumbo a Segeneiti, encontraron al ejército rebelde intentando el pequeño fuerte italiano de Halay (con una guarnición de 220 hombres) estaba siendo sitiado por aproximadamente 220 rebeldes de Bahta. Toselli atacó con 1.500 hombres a la retaguardia rebelde. Encontró a la retaguardia indefensa, y les sorprendió. Mato algunas tropas enemigas y detuvo la toma del fuerte, que ya estaba por caer.
Bahta Hagos logró posicionarse de nuevo. Intentó negociar con los italianos, pero las negociaciones duraron sólo hasta las 16:00 horas, cuando llegaron otros 1.000 refuerzos italianos. Bahta murió en la lucha que siguió y su ejército se desmoronó rápidamente poco después.
Durante la batalla, en total, once italianos murieron y veintidós resultaron heridos en la acción. 

## Consecuencias
A raíz de la revuelta, el gobernador de Eritrea, Orestes Baratieri, sospechaba de la fidelidad del Ras Mengesha. Ingresó hasta Adua. Cuando se retiraba Orestes, luego de retornar por el río Mereb, le atacaron los etíopes, en la batalla de Coatit, iniciando la llamada primera guerra ítalo-etíope.